# Isaac de Benserade
Isaac de Benserade (Parigi, 5 novembre 1613 – Gentilly, 20 ottobre 1691) è stato un poeta e librettista francese.

## Biografia
Accolto nell'Hôtel de Rambouillet nel 1634, grazie alla protezione dei cardinali Richelieu e Mazzarino ebbe grande fortuna come poeta mondano alla corte di Francia sotto i regni di Luigi XIII e Luigi XIV; nel 1674 fu ammesso all'Académie Française.
Molti dei suoi versi vennero musicati da Michel Lambert. Scrisse i testi, spesso audaci e divertenti, di numerosi balletti, alcuni dei quali composti da Giovanni Battista Lulli; fu anche autore tragico e tragicomico.
Importante la raccolta postuma Les Oeuvres de M. de Benserade, pubblicata a Parigi nel 1697.